# Leola
Leola város az USA Wisconsin államában, Adams megyében. Lakosainak száma 287 fő (2020. április 1.).

## Népesség
A település népességének változása:

| 2010 | 308 |
| 2020 | 287 |